# اتحادیه دو و میدانی جامائیکا
اتحادیه دو و میدانی جامائیکا (انگلیسی: Jamaica Athletics Administrative Association) سازمان اداره کننده ورزش دو و میدانی در کشور جامائیکا است.
این فدراسیون که در سال ۱۹۴۸ تأسیس شده مقر آن در شهر کینگستون، جامائیکا قرار دارد.